# Luis Longstaff
Luis James Longstaff (* 24. Februar 2001 in Darlington) ist ein englischer Fußballspieler, der bei Inverness Caledonian Thistle unter Vertrag steht.

## Karriere

### Verein
Der als Flügelspieler aktive Longstaff, der sowohl auf der linken als auch auf der rechten Seite eingesetzt werden kann wechselte 2015 von Newcastle United zum FC Liverpool. Longstaff spielte bis zum Jahr 2019 in den Jugendmannschaften der „Reds“, ehe er sich zu einem festen Bestandteil der U-23-Mannschaft der Liverpooler entwickelte. Im September 2019 stand er erstmals im Kader ersten Mannschaft für ein Spiel im EFL Cup, als die „Reds“ gegen Milton Keynes Dons gewannen. Wenige Monate zuvor hatte er mit der U18-Mannschaft noch den FA Youth Cup gewonnen. Longstaff gab sein Debüt für Liverpool drei Monate später im Viertelfinale des gleichen Wettbewerbs, als er bei einer 0:5-Niederlage gegen Aston Villa am 17. Dezember 2019 in der Startelf stand.
In der Saison 2020/21 war er Stammspieler der U23 in der Premier League 2. Für die Saison 2021/22 wurde er an den schottischen Drittligisten FC Queen’s Park ausgeliehen, wo er in 28 Spielen vier Tore erzielte, und die Aufstieg-Play-offs in die zweite Liga erreichte und aufstieg. Nach dem Ende der Leihe wurde sein Vertrag in Liverpool nicht verlängert. Anfang August 2022 einigte er sich auf einen Einjahresvertrag mit den Cove Rangers, die wie Queen’s Park in die 2. Liga aufgestiegen waren. Nach einer Saison beim Verein aus Cove Bay unterzeichnete Longstaff im Juli 2023 einen Zweijahresvertrag beim Ligakonkurrenten Inverness Caledonian Thistle.

### Nationalmannschaft
Longstaff absolvierte im Jahr 2017 ein Länderspiel für die Englische U17-Nationalmannschaft.